# Phaeocollybia
Phaeocollybia is een geslacht van schimmels behorend tot de familie Hymenogastraceae. De typesoort is Phaeocollybia lugubris.

## Soorten
Volgens Index Fungorum telt dit geslacht 88 soorten (peildatum november 2023):
| Soortnaam                      | Auteur(s)                             | Publicatiejaar |
| ------------------------------ | ------------------------------------- | -------------- |
| Phaeocollybia amazonica        | Singer                                | 1962           |
| Phaeocollybia ambigua          | E. Horak & Halling                    | 1991           |
| Phaeocollybia ammiratii        | Norvell                               | 2000           |
| Phaeocollybia amygdalospora    | Bandala & E. Horak                    | 1996           |
| Phaeocollybia arduennensis     | Bon                                   | 1979           |
| Phaeocollybia attenuata        | (A.H. Sm.) Singer                     | 1951           |
| Phaeocollybia australiensis    | B.J. Rees & A.E. Wood                 | 1996           |
| Phaeocollybia benzokauffmanii  | Norvell                               | 2000           |
| Phaeocollybia bicolor          | E. Horak                              | 1977           |
| Phaeocollybia brasiliensis     | I.J.A. Aguiar ex Singer               | 1987           |
| Phaeocollybia californica      | A.H. Sm.                              | 1957           |
| Phaeocollybia caudata          | E. Horak & Halling                    | 1991           |
| Phaeocollybia chefensis        | Norvell & Exeter                      | 2022           |
| Phaeocollybia christinae       | (Fr.) R. Heim                         | 1931           |
| Phaeocollybia cidaris          | (Fr.) Romagn.                         | 1944           |
| Phaeocollybia columbiana       | Singer                                | 1970           |
| Phaeocollybia coniuncta        | E. Horak                              | 1980           |
| Phaeocollybia corneri          | E. Horak                              | 1977           |
| Phaeocollybia deceptiva        | A.H. Sm. & Trappe                     | 1972           |
| Phaeocollybia dissiliens       | A.H. Sm. & Trappe                     | 1972           |
| Phaeocollybia elaeophylla      | Singer                                | 1987           |
| Phaeocollybia elegans          | E. Horak                              | 2018           |
| Phaeocollybia fallax           | A.H. Sm.                              | 1957           |
| Phaeocollybia festiva          | (Fr.) R. Heim                         | 1944           |
| Phaeocollybia gracilis         | E. Horak                              | 2018           |
| Phaeocollybia graveolens       | B.J. Rees & K. Syme                   | 1999           |
| Phaeocollybia gregaria         | A.H. Sm. & Trappe                     | 1972           |
| Phaeocollybia guzmanii         | Bandala & Montoya                     | 1994           |
| Phaeocollybia herrerae         | Bandala & Montoya                     | 1996           |
| Phaeocollybia hilaris          | (Fr.) Romagn.                         | 1944           |
| Phaeocollybia intermedia       | Corner & E. Horak                     | 1977           |
| Phaeocollybia jennyae          | (P. Karst.) Romagn.                   | 1944           |
| Phaeocollybia kauffmanii       | (A.H. Sm.) Singer                     | 1940           |
| Phaeocollybia lateraria        | A.H. Sm.                              | 1957           |
| Phaeocollybia latispora        | Guzmán, Bandala & Montoya             | 1989           |
| Phaeocollybia lilacifolia      | A.H. Sm.                              | 1957           |
| Phaeocollybia longipes         | E. Horak                              | 1973           |
| Phaeocollybia longistipitata   | Halling & E. Horak                    | 2008           |
| Phaeocollybia lugubris         | (Fr.) R. Heim                         | 1931           |
| Phaeocollybia luteosquamulosa  | Norvell                               | 2000           |
| Phaeocollybia martinicensis    | Guzmán, Montoya & Bandala             | 1989           |
| Phaeocollybia megalospora      | I.J.A. Aguiar ex Singer               | 1987           |
| Phaeocollybia mexicana         | Corner & E. Horak                     | 1977           |
| Phaeocollybia minuta           | E. Horak                              | 1973           |
| Phaeocollybia moseri           | Bandala & Guzmán                      | 1996           |
| Phaeocollybia muscicolor       | E. Horak                              | 1977           |
| Phaeocollybia neosimilis       | Singer                                | 1986           |
| Phaeocollybia nigripes         | Wartchow & V. Coimbra                 | 2012           |
| Phaeocollybia ochraceocana     | Norvell & Exeter                      | 2007           |
| Phaeocollybia odorata          | E. Horak                              | 1977           |
| Phaeocollybia oligoporpa       | Singer                                | 1987           |
| Phaeocollybia olivacea         | A.H. Sm.                              | 1957           |
| Phaeocollybia oregonensis      | A.H. Sm. & Trappe                     | 1972           |
| Phaeocollybia pakistanica      | J. Khan, Sher & Khalid                | 2017           |
| Phaeocollybia parvispora       | Corner & E. Horak                     | 1977           |
| Phaeocollybia phaeogaleroides  | Norvell                               | 2002           |
| Phaeocollybia piceae           | A.H. Sm. & Trappe                     | 1972           |
| Phaeocollybia pleurocystidiata | Norvell & Redhead                     | 2000           |
| Phaeocollybia primulina        | (Berk.) E. Horak                      | 1977           |
| Phaeocollybia procera          | E. Horak                              | 1977           |
| Phaeocollybia pseudofestiva    | A.H. Sm.                              | 1957           |
| Phaeocollybia pseudolugubris   | Bandala & E. Horak                    | 1996           |
| Phaeocollybia purpurea         | T.Z. Wei, S.Z. Fu, P.P. Qu & Y.J. Yao | 2010           |
| Phaeocollybia quercetorum      | Singer                                | 1987           |
| Phaeocollybia querqueti        | Corner & E. Horak                     | 1977           |
| Phaeocollybia radicata         | (Murrill) Singer                      | 1951           |
| Phaeocollybia rancida          | E. Horak                              | 1974           |
| Phaeocollybia ratticauda       | E. Horak                              | 1973           |
| Phaeocollybia redheadii        | Norvell                               | 2000           |
| Phaeocollybia rifflipes        | Norvell                               | 2002           |
| Phaeocollybia rufipes          | H.E. Bigelow                          | 1963           |
| Phaeocollybia rufotubulina     | Norvell                               | 2004           |
| Phaeocollybia scatesiae        | A.H. Sm. & Trappe                     | 1972           |
| Phaeocollybia similis          | (Bres.) Singer                        | 1951           |
| Phaeocollybia singeri          | Guzmán, Bandala & Montoya             | 1989           |
| Phaeocollybia singularis       | E. Horak & Halling                    | 1991           |
| Phaeocollybia sipei            | A.H. Sm.                              | 1957           |
| Phaeocollybia smithii          | Bandala & Montoya                     | 1994           |
| Phaeocollybia spadicea         | A.H. Sm.                              | 1957           |
| Phaeocollybia sparsilamellae   | P.G. Liu                              | 1995           |
| Phaeocollybia spoliata         | E. Horak                              | 1974           |
| Phaeocollybia subarduennensis  | Singer                                | 1987           |
| Phaeocollybia subattenuata     | Singer                                | 1962           |
| Phaeocollybia tasmanica        | B.J. Rees & A.E. Wood                 | 1996           |
| Phaeocollybia tentaculata      | E. Horak                              | 1977           |
| Phaeocollybia tenuis           | E. Horak                              | 2018           |
| Phaeocollybia tibiikauffmanii  | Norvell                               | 2004           |
| Phaeocollybia viridis          | E. Horak                              | 1977           |